# Centrale (Togo)
Centrale is een van de vijf regio's van Togo en ligt in het midden van het land zoals door de naam al aangewezen wordt. Anno 2006 woonden in de regio zo'n 550.000 mensen. Centrale is ruim 13.000 vierkante kilometer groot en heeft Sokodé als hoofdplaats.

## Grenzen
Centrale wordt in het noorden begrensd door de regio Kara en in het zuiden door de regio Plateaux. In het westen grenst Centrale aan de regio's Northern en Volta van buurland Ghana en in het oosten aan de departementen Donga en Collines van buurland Benin.

## Prefecturen
De regio is verder opgedeeld in vier prefecturen:
- Tchaoudjo
- Tchamba
- Sotouboua
- Blitta

Centrale · Kara · Maritime · Plateaux · Savanes